# Durban July
Groupe 1
Le Durban July est une course hippique de plat se déroulant au mois de juillet sur l'Hippodrome de Greyville, à Durban (Afrique du Sud).
C'est une course de Groupe 1 réservée aux chevaux de 3 ans et plus.
Il s'agit de la plus prestigieuse course de pur-sangs en Afrique du Sud. Disputée sous la forme d'un handicap se déroulant sur 2 200 mètres, elle propose une allocation de 5 millions de rands. 

## Palmarès depuis 2000
| Année | Vainqueur          | S/A | Pays           | Père            | Jockey              | Entraîneur                     | Temps   |
| ----- | ------------------ | --- | -------------- | --------------- | ------------------- | ------------------------------ | ------- |
| 2025  | The Real Prince    | H.5 | Afrique du Sud | Gimmegreenlight | Craig Zackey        | Dean Kannemeyer                | 2'14"22 |
| 2024  | Oriental Charm     | M.3 | Afrique du Sud | Vercingerotix   | Juan Paul V'd Merwe | Brett Crawford                 | 2'13"66 |
| 2023  | Winchester Mansion | M.4 | Afrique du Sud | Trippi          | Kabelo Matsunyane   | Brett Crawford                 | 2'13"85 |
| 2022  | Sparkling Water    | M.5 | Afrique du Sud | Silvano         | S'manga Khumalo     | Mike de Kock                   | 2'15"08 |
| 2021  | Kommetdieding      | M.3 | Afrique du Sud | Elusive Fort    | Gavin Lerena        | Harold Crawford & Michelle Rix | 2'13"71 |
| 2020  | Belgarion          | M.4 | Afrique du Sud | Dynasty         | Richard Fourie      | Justin-S. Snaith               | 2'12"40 |
| 2019  | Do It Again        | H.5 | Afrique du Sud | Twice Over      | Richard Fourie      | Justin-S. Snaith               | 2'15"04 |
| 2018  | Do It Again        | H.4 | Afrique du Sud | Twice Over      | Anton Marcus        | Justin-S. Snaith               | 2'15"20 |
| 2017  | Marinaresco        | H.5 | Afrique du Sud | Silvano         | Bernard Fayd'herbe  | Candice Bass-Robinson          | 2'12"51 |
| 2016  | The Conglomerate   | H.5 | Afrique du Sud | Lonhro          | Piere Strydom       | Joey Ramsden                   | 2'13"50 |
| 2015  | Power King         | M.5 | Afrique du Sud | Silvano         | Stuart Randolph     | Dean Kannemeyer                | 2'15"17 |
| 2014  | Legislate          | M.3 | Afrique du Sud | Dynasty         | Richard Fourie      | Justin-S. Snaith               | 2'16"33 |
| 2013  | Heavy Metal        | H.4 | Afrique du Sud | Silvano         | S’manga Khumalo     | S.-G. Tarry                    | 2'15"44 |
| 2012  | Pomodoro           | M.3 | Afrique du Sud | Jet Master      | Piere Strydom       | S.-G. Tarry                    | 2'13"19 |
| 2011  | Igugu              | F.3 | Australie      | Galileo         | Anthony Delpech     | Mike de Kock                   | 2'12"82 |
| 2010  | Bold Silvano       | M.3 | Afrique du Sud | Silvano         | Anthony Delpech     | Mike de Kock                   | 2'13"03 |
| 2009  | Big City Life      | M.3 | Afrique du Sud | Casey Tibbs     | G. Cheyne           | Glen Kotzen                    | 2'15"55 |
| 2008  | Pocket Power       | H.5 | Afrique du Sud | Jet Master      | Bernard Fayd'herbe  | Mike W. Bass                   | 2'12"15 |
| 2008  | Dancer's Daughter  | F.4 | Royaume-Uni    | Act One         | Kevin Shea          | Justin-S. Snaith               | 2'12"15 |
| 2007  | Hunting Tower      | H.4 | Afrique du Sud | Fort Wood       | Anton Marcus        | Charles S. Laird               | 2'14"60 |
| 2006  | Eyeofthetiger      | M.3 | Brésil         | Royal Academy   | Gerrit Schlechter   | Dean Kannermeyer               | 2'12"59 |
| 2005  | Dunford            | M.5 | Afrique du Sud | Shalford        | Anton Marcus        | Mike W. Bass                   | 2'15"28 |
| 2004  | Greys Inn          | M.4 | Afrique du Sud | Zabeel          | Anthony Delpech     | Mike de Kock                   | 2'12"65 |
| 2003  | Dynasty            | M.3 | Afrique du Sud | Fort Wood       | Robert Fradd        | Dean Kannemeyer                | 2'15"20 |
| 2002  | Ipi Tombe          | F.3 | Zimbabwe       | Manshood        | Kevin Shea          | Mike de Kock                   | 2'15"94 |
| 2001  | Trademark          | H.5 | Afrique du Sud | Goldmark        | Piere Strydom       | Mike W. Bass                   | 2'11"76 |
| 2000  | El Picha           | H.6 | Argentine      | Tough Critic    | Anton Marcus        | Geoff V. Woodruff              | 2'13"86 |
| 1999  | El Picha           | H.5 | Argentine      | Tough Critic    | Anton Marcus        | Geoff V. Woodruff              | 2'13"08 |